# Grazac, Haute-Loire
Grazac là một xã thuộc tỉnh Haute-Loire nam trung bộ nước Pháp. Xã Grazac, Haute-Loire nằm ở khu vực có độ cao trung bình 783 mét trên mực nước biển.
Sông Lignon du Velay chảy qua xã này.